# Santa Cristina d'Aspromonte
Santa Cristina d'Aspromonte é uma comuna italiana da região da Calábria, província de Reggio Calabria, com cerca de 1.105 habitantes. Estende-se por uma área de 23 km², tendo uma densidade populacional de 48 hab/km². Faz fronteira com Careri, Cosoleto, Oppido Mamertina, Platì, San Luca, Scido.

## Demografia
| Variação demográfica do município entre 1861 e 2011                               |
|                                                                                   |
| Fonte: Istituto Nazionale di Statistica (ISTAT) - Elaboração gráfica da Wikipedia |